# عفونت بیمارستانی
عفونت بیمارستانی (Hospital-acquired infection) یا nosocomial infection عفونتی است که بیمار در بیمارستان به آن آلوده می‌شود مثلاً بیمار دچار شکستگی پا در بیمارستان دچار عفونت ادراری شود. عفونت بیمارستانی یکی از دلایل اصلی مرگ و همچنین افزایش دوران نقاهت می‌باشد. بر اساس تحقیقی که سازمان بهداشت جهانی در ۵۵ بیمارستان در ۱۴ کشور به انجام رسانده نشان می‌دهد که میانگین ۸٬۶٪ از بیماران بستری شده مبتلا به عفونت بیمارستانی شده‌اند. معمولاً میکروب‌های عامل عفونتهای بیمارستانی به درمان مقاومند.

## شرایط
عفونت بیمارستانی حداقل ۴۸ تا ۷۲ ساعت بعد از پذیرش بیمار در بیمارستان ایجاد می شود و در زمان پذیرش بیمار، فرد نباید علایم آشکار عفونت مربوط را داشته باشد و بیماری در دورهٔ نهفتگی خود نباشد. کوتاه کردن دوره بستری بیماران و سترون کردن سطوح و ابزار درمانی از شیوع عفونت‌های بیمارستانی می‌کاهد.

## انواع
- Ventilator-associated pneumonia
- استافیلوکوکوس اورئوس
- استافیلوکوک اورئوس مقاوم به متی‌سیلین
- کاندیدا آلبیکانس
- سودوموناس آئروژینوزا
- Acinetobacter baumannii
- Stenotrophomonas maltophilia
- انتروکولیت با غشای کاذب
- سل
- عفونت ادراری
- Hospital-acquired pneumonia
- گاستروآنتریت
- Vancomycin-resistant Enterococcus
- بیماری لژیونر
- Puerperal fever